# Larissa Petrik

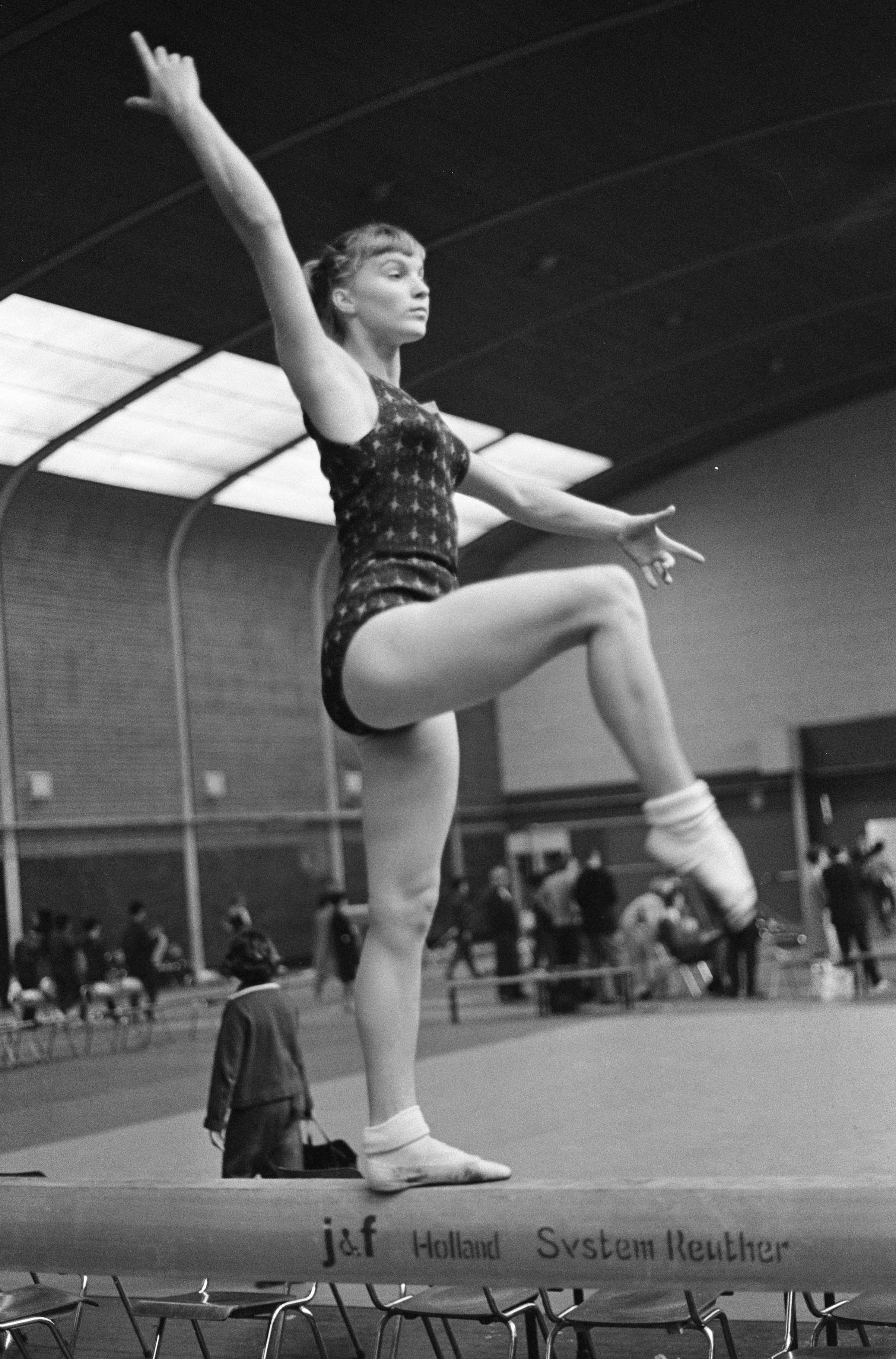
Larissa Petrik (Dortmund, 1966)

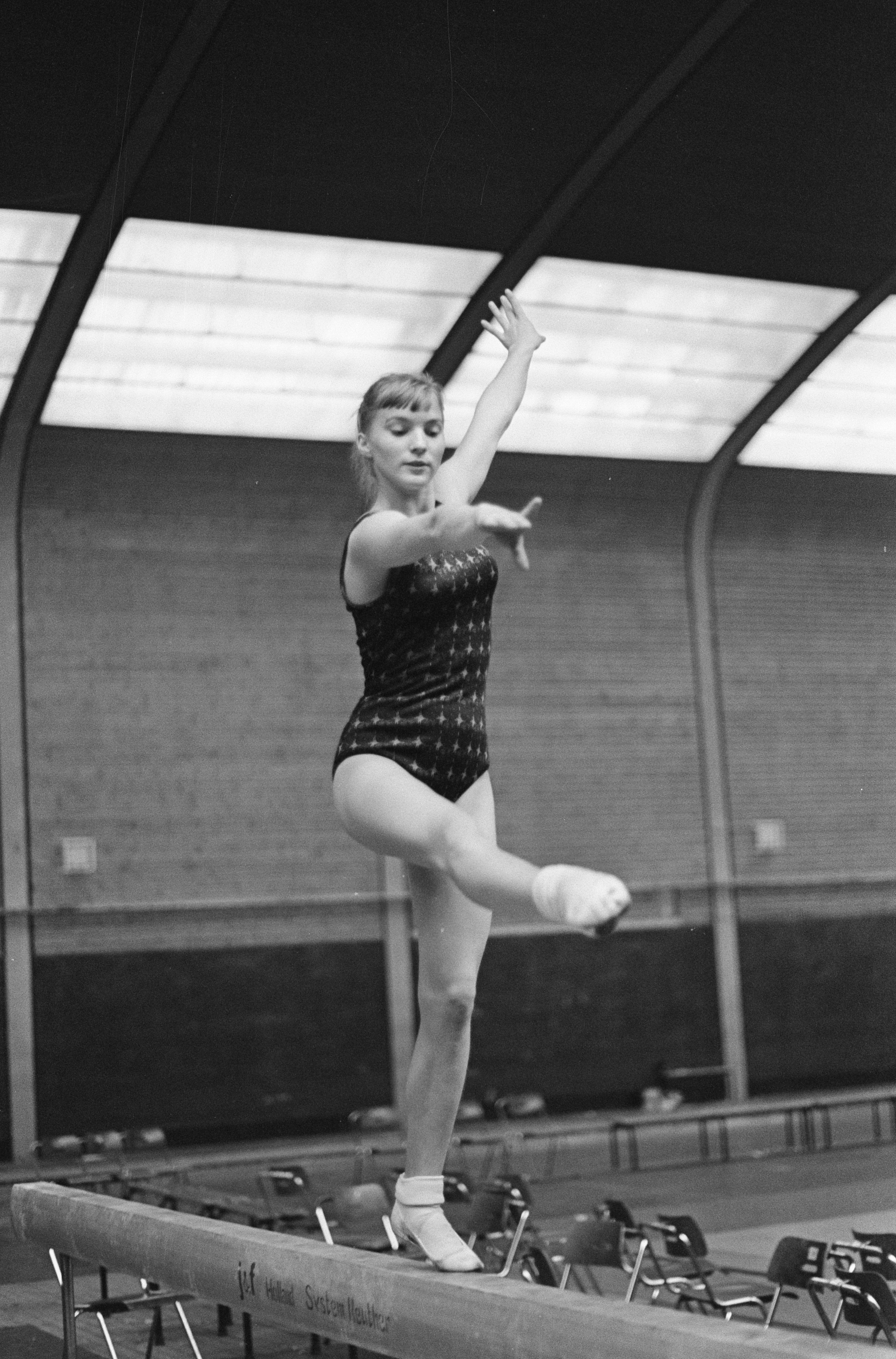
Larissa Petrik (Dortmund, 1966)

Larissa Leonidowna Petrik (russisch Лариса Леонидовна Петрик; belarussisch Ларыса Леанідаўна Петрык; * 18. August 1949 in Dolinsk, Oblast Sachalin) ist eine ehemalige belarussische Kunstturnerin, die für die Sowjetunion antrat.
Sie gewann bei den Olympischen Spielen 1968 in Mexiko-Stadt die Goldmedaille am Boden mit der Gesamtnote von 19,675 Punkten und lag damit gleichauf mit der Tschechoslowakin Věra Čáslavská. Am Schwebebalken gewann sie Bronze hinter Natalija Kutschinskaja und Čáslavská. Mit Kutschinskaja gemeinsam gewann sie in der sowjetischen Mannschaft Gold in der Teamwertung.
Bei der Turnweltmeisterschaft 1966 in Dortmund gewann Petrik mit der Mannschaft Silber hinter der tschechoslowakischen Mannschaft, in der Einzelwertung wurde sie am Schwebebalken Dritte. Auch bei der Weltmeisterschaft 1970 in Ljubljana wurde sie Dritte am Schwebebalken. Mit der Mannschaft gewann sie den Weltmeistertitel.
Bei den Turn-Europameisterschaften 1965 in Sofia gewann sie eine Bronzemedaille am Schwebebalken.
Sie ist seit vielen Jahren Trainerin und Choreographin und ausgebildete Schauspielerin.
Heute lebt sie mit ihrem Mann Wiktor Klimenko (Sieger am Seitpferd Olympia 1972 München), ihren Söhnen Wladimir, der ebenfalls ein erfolgreicher Turner ist und Viktor (Balletttänzer), Schwiegertochter und Enkelin in Idar-Oberstein in Rheinland-Pfalz.